# Ocularia kaszabi
Ocularia kaszabi är en skalbaggsart som beskrevs av Stefan von Breuning 1972. Ocularia kaszabi ingår i släktet Ocularia och familjen långhorningar.
Artens utbredningsområde är Ghana. Inga underarter finns listade i Catalogue of Life.